# Nectarinia reichenowi
Nectarinia reichenowi é uma espécie de ave da família Nectariniidae.
Pode ser encontrada nos seguintes países: República Democrática do Congo, Quénia, Tanzânia e Uganda. 

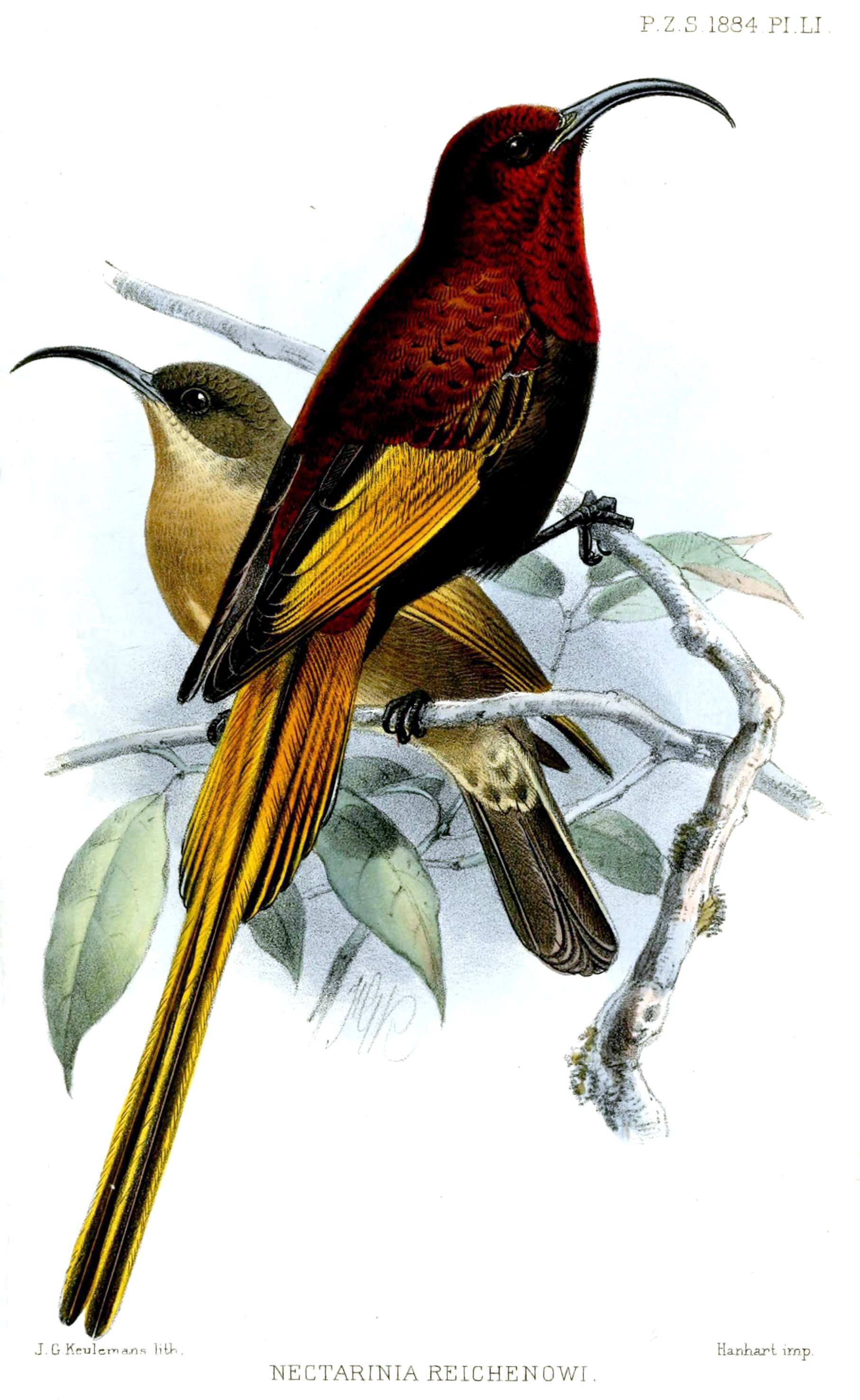